# Tyska alfabetet
Tyska alfabetet är en variant av det latinska alfabetet.

## Sällsynta bokstäver
- Förutom i samband med ck, sch och ch förekommer c enbart i lånord eller i substantiv.
- Bokstaven q förekommer bara tillsammans med u; qu, förutom i lånord som Coq au vin eller Qigong.
- Bokstaven x förekommer uteslutande i lånord. I inhemska ord som uttalas som x stavas det ofta chs eller cks
- Även det speciella tecknet ß (Eszett) förekommer. Det är en sammanskrivning av bokstäverna ss som används i skriven tyska (utom i tysktalande delen av Schweiz) efter lång vokal samt efter diftongerna "au", "äu", "eu", "ei".
- Ä, Ö, Ü förekommer men ses delvis som omskrivningar av AE, OE och UE. I ordböcker och lexikon sorteras de dock (normalt) omedelbart efter A, O och U. Det tyska alfabetet är dock ej styrt av en akademi som det svenska, dessutom talas tyska även utanför Tyskland. I Österrike och Schweiz förekommer avvikelser från den vanligaste ordningsföljden. Ibland så även inom själva Tyskland. (Under DDR-tiden förekom också avvikelser vilka kan leva kvar). Tyska talas också som minoritetsspråk, men regionalt majoritetsspråk i och kring de belgiska städerna Eupen och Malmedy samt i italienska Sydtyrolen.

## Bokstäver
Alfabetet består av  29 versaler (som alltid används i första bokstaven av ett substantiv), 29 gemener samt tecknet som uttalas "eszett" (ß). Detta, för tyska språket speciella tecken, används ibland istället för "ss". Då vanligen i ett flerstavigt ords sista stavelse. 
Exempel: Straße ("gata"). Stavningen Strasse är ovanlig, men brukar ej anses felaktig. Däremot kan ordet fressen (sv. "äta", djur) aldrig stavas med ß. 
Enligt den stavningsreform som kallas DIN5009 räknas även bokstavskombinationerna "Ch" och "Sch" mer eller mindre som bokstäver, särskilt vid bokstavering typ "Adam för A", "Bertil för B" etc. Enligt DIN5009 skall, på tyska, "C" vid bokstavering ersättas med "Cäsar" men "Ch" med "Charlotte". "S" bokstaveras med "Samuel" (tidigare stundom "Siegfried") och "Sch" med "Schule" (sv. "skola").
Bokstäverna sorteras vanligtvis enligt denna ordningsföljd:
1. A/a
2. Ä/ä
3. B/b
4. C/c
5. D/d
6. E/e
7. F/f
8. G/g
9. H/h
10. I/i
11. J/j
12. K/k
13. L/l
14. M/m
15. N/n
16. O/o
17. Ö/ö
18. P/p
19. Q/q
20. R/r
21. S/s
22. T/t
23. U/u
24. Ü/ü
25. V/v
26. W/w
27. X/x
28. Y/y
29. Z/z
30. ẞ/ß (Eszett står sist i alfabetet, men förekommer aldrig som första bokstav i ord)

- Exempel: unter ("under") står före über ("över") i lexikon eftersom "u" kommer före "ü". Österreich står före Polen eftersom "Ö/ö" står före "P/p" etc.

Avvikelser i denna ordningsföljd kan dock förekomma. Till exempel "ß" efter "S/s".